# 紅嘴奎利亞雀
紅嘴奎利亞雀是雀形目織布文鳥科奎利亞雀屬的一種小型鳥類。這種鳥分佈于撒哈拉以南非洲，共有三個亞種，是非洲的特有留鳥。這個物種是地球上數量最多的野生鳥類，達15億隻，僅次於被人類所豢養的家雞。其龐大的鳥群因主要以草及種子為食，且會四處移動，因此對當地農業造成危害，被稱作非洲的「帶羽蝗蟲」。
這種鳥類的鳥喙呈紅色、虹膜棕色、足部呈肉、橘或粉紅色。其雄鳥在繁殖季與非繁殖季間羽毛顏色有所不同：其繁殖季中臉部會有黑色的區塊，狀似面具；而非繁殖季時則整體較為黯淡。雌鳥及幼鳥也類似於非繁殖季的雄鳥，惟雌鳥繁殖季時鳥喙及眼睛周遭呈黃色；而幼鳥頭部為純灰色，臉頰為白色。
這個物種視不同地區繁殖季有所不同，整體而言全年可繁殖，每次產1—5枚卵；10—12天後孵化；再11—13天後雛鳥可離巢。雖然有大量的掠食者及人類捕捉這些鳥類，但對其龐大的族群幾乎無影響。在《國際自然保護聯盟瀕危物種紅色名錄》中，因數量眾多且缺乏威脅，被列為無危物種。

## 命名歷史與分類
這個物種是由瑞典博物學家卡尔·林奈於其1758年的《自然系統》第十版中描述的物種，當時林奈認為牠是一種鹀属鳥類並賦予其的學名，且錯誤標註這種鳥類生於印度。1766年出版的《自然系統》第十二版中，林奈將該錯誤藉法國動物學家馬蒂蘭·雅克·布里松的資料修正為非洲。有推測認為是1758年時林奈就已經獲得了布里松當時的草稿，但因資料不完全而將標本送回的船隻途經的地點誤認——該船自東印度返回，經非洲返回歐洲。
|  | 紅嘴奎利亞雀                                                  |
|  |                                                               |
|  | \| \| 紅頭奎利亞雀 \| \| \| \| \| \| 緋紅奎利亞雀 \| \| \| \| |
|  |                                                               |
|  | 紅頭奎利亞雀                                                  |
|  |                                                               |
|  | 緋紅奎利亞雀                                                  |
|  |                                                               |

|  | 紅頭奎利亞雀 |
|  |              |
|  | 緋紅奎利亞雀 |
|  |              |

|  | 紅嘴奎利亞雀                                                  |
|  |                                                               |
|  | \| \| 紅頭奎利亞雀 \| \| \| \| \| \| 緋紅奎利亞雀 \| \| \| \| |
|  |                                                               |
|  | 紅頭奎利亞雀                                                  |
|  |                                                               |
|  | 緋紅奎利亞雀                                                  |
|  |                                                               |

|  | 紅頭奎利亞雀 |
|  |              |
|  | 緋紅奎利亞雀 |
|  |              |

|  | 紅嘴奎利亞雀                                                  |
|  |                                                               |
|  | \| \| 紅頭奎利亞雀 \| \| \| \| \| \| 緋紅奎利亞雀 \| \| \| \| |
|  |                                                               |
|  | 紅頭奎利亞雀                                                  |
|  |                                                               |
|  | 緋紅奎利亞雀                                                  |
|  |                                                               |

|  | 紅頭奎利亞雀 |
|  |              |
|  | 緋紅奎利亞雀 |
|  |              |

|  | 紅嘴奎利亞雀                                                  |
|  |                                                               |
|  | \| \| 紅頭奎利亞雀 \| \| \| \| \| \| 緋紅奎利亞雀 \| \| \| \| |
|  |                                                               |
|  | 紅頭奎利亞雀                                                  |
|  |                                                               |
|  | 緋紅奎利亞雀                                                  |
|  |                                                               |

|  | 紅頭奎利亞雀 |
|  |              |
|  | 緋紅奎利亞雀 |
|  |              |

|  | 紅嘴奎利亞雀                                                  |
|  |                                                               |
|  | \| \| 紅頭奎利亞雀 \| \| \| \| \| \| 緋紅奎利亞雀 \| \| \| \| |
|  |                                                               |
|  | 紅頭奎利亞雀                                                  |
|  |                                                               |
|  | 緋紅奎利亞雀                                                  |
|  |                                                               |

|  | 紅頭奎利亞雀 |
|  |              |
|  | 緋紅奎利亞雀 |
|  |              |

|  | 紅嘴奎利亞雀                                                  |
|  |                                                               |
|  | \| \| 紅頭奎利亞雀 \| \| \| \| \| \| 緋紅奎利亞雀 \| \| \| \| |
|  |                                                               |
|  | 紅頭奎利亞雀                                                  |
|  |                                                               |
|  | 緋紅奎利亞雀                                                  |
|  |                                                               |

|  | 紅頭奎利亞雀 |
|  |              |
|  | 緋紅奎利亞雀 |
|  |              |

|  | 紅嘴奎利亞雀                                                  |
|  |                                                               |
|  | \| \| 紅頭奎利亞雀 \| \| \| \| \| \| 緋紅奎利亞雀 \| \| \| \| |
|  |                                                               |
|  | 紅頭奎利亞雀                                                  |
|  |                                                               |
|  | 緋紅奎利亞雀                                                  |
|  |                                                               |

|  | 紅頭奎利亞雀 |
|  |              |
|  | 緋紅奎利亞雀 |
|  |              |

|  | 紅嘴奎利亞雀                                                  |
|  |                                                               |
|  | \| \| 紅頭奎利亞雀 \| \| \| \| \| \| 緋紅奎利亞雀 \| \| \| \| |
|  |                                                               |
|  | 紅頭奎利亞雀                                                  |
|  |                                                               |
|  | 緋紅奎利亞雀                                                  |
|  |                                                               |

|  | 紅頭奎利亞雀 |
|  |              |
|  | 緋紅奎利亞雀 |
|  |              |

1850年，德國鳥類學家路德維希·賴興巴赫建立了奎利亞雀屬，並將林奈於1766年命名的作為該屬的唯一成員，這個學名現被視為是紅嘴奎利亞雀的一個異名，因此成為本屬的模式種。在生物分類學中，現歸於織布文鳥科織布文鳥亞科下，與另外兩種奎利亞雀的分支形成姊妹群。目前紅嘴奎利亞雀曾記錄到與紅頭奎利亞雀有雜交紀錄。
林奈並未有留下其命名緣由。但多認為該詞來自於中世紀拉丁語中的鵪鶉，兩者的具體關聯並不清楚，一說來自非洲土著的名字，另一說則認為與《出埃及記》所描述的大量鵪鶉有關。:328也有觀點認為是來自於外觀的相似性或者是來自於「折磨」之意的或，暗指其對作物的破壞。

## 形態特徵
紅嘴奎利亞雀體長約12公分，體重約15—30公克，是一種小型的織布文鳥。:139其鳥喙寬平均約5.8公釐、深平均約7.9公釐、嘴峰長平均約14.2公釐，翼長平均約66.1公釐；跗蹠平均長約18.0公釐，尾長平均約38.8公釐。其野外預期壽命在二至三年間，籠養的紅嘴奎利亞雀壽命可達18年。
紅嘴奎利亞雀雄鳥的鳥喙呈紅色，這也是其名稱「紅嘴」的由來；眼睛虹膜棕色，有紅色眼眶環。腿為粉紅色、橘色或肉色。:139這個物種在繁殖季中羽毛有所不同，雄雌鳥也有所分別。
其雄性成鳥在繁殖季中的面部常有一塊橫跨於上至喉嚨處的黑色區塊，狀似面具。該「面具」在整個族群中有顏色上的變化：有75%臉部呈黑色，而剩下的多呈白色；但兩種皆帶有粉紅色或淡黃色邊緣。指名亞種雄鳥頭冠、頸部和下半身呈奶油色，頭後為淡褐色或粉紅色；背、臀部淺棕色；翅膀棕色，羽毛邊緣顏色較淺；腹部及尾下覆羽為奶油色；大腿米白色；尾巴棕色。
非繁殖季時，除了前額和頭冠呈灰褐色；下巴和喉嚨奶油白色；淺褐色的胸部之外，其他部位與繁殖期的雄鳥相似，但會帶有一些條紋。

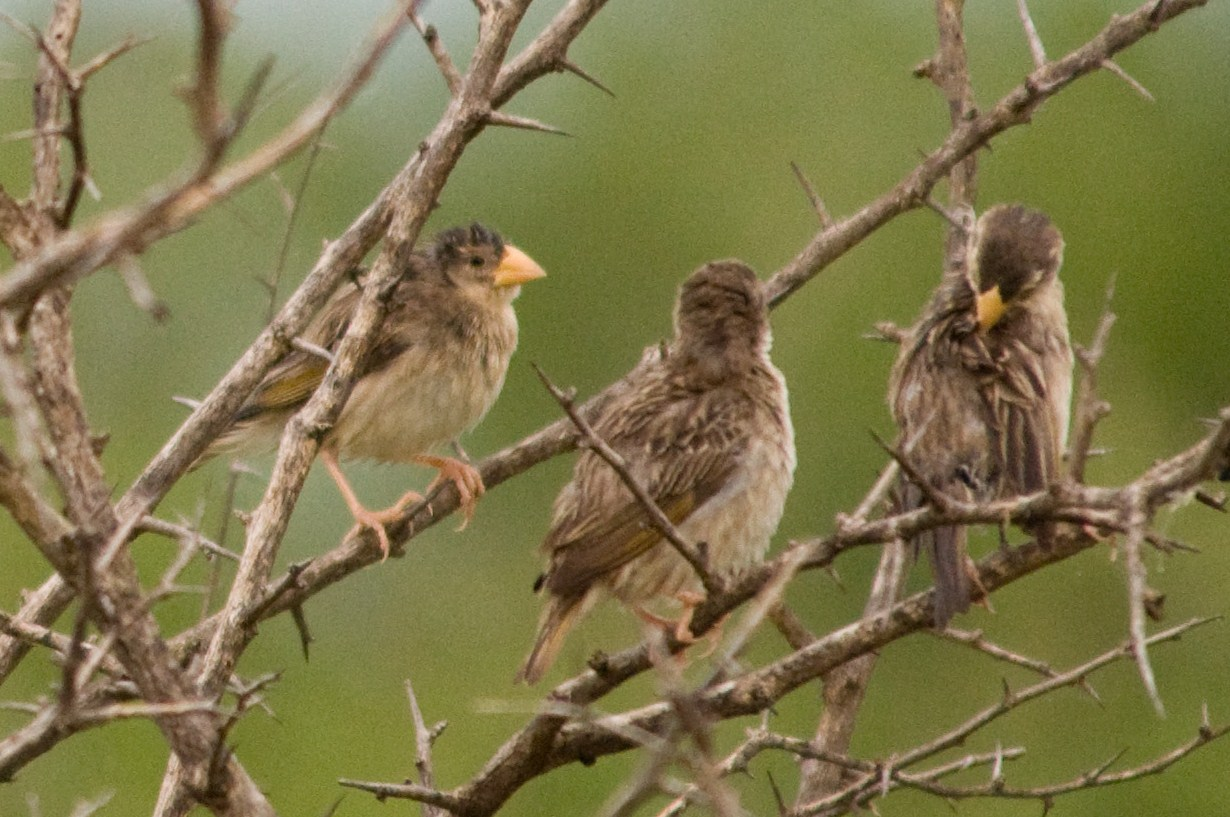
繁殖季時的雌鳥

雌性成鳥四季皆與非繁殖期的雄鳥外觀相似，全身主要為灰棕的羽色：上半身有條紋，下半身白色。但在繁殖期時其鳥喙及眼圈會轉為（橘）黃色，其他時間則是粉色或暗紅色的。而幼鳥外觀上也與雌鳥相似，但頭部為純灰色，臉頰為白色，尾羽和翅膀覆羽具有暗黃色的邊緣。:139

## 亞種與分佈
這個物種目前一共有三個亞種，皆遍布於非洲撒哈拉沙漠以南：
- ：指名亞種，該亞種分佈於茅利塔尼亞、塞內加爾和岡比亞至查德中南部和中非共和國中部一帶。
- ：該亞種分佈於蘇丹至索馬利亞至尚比亞東北部和坦尚尼亞。是由瑞典動物學家卡爾·雅各布·鬆德瓦爾（英语：Carl Jakob Sundevall）於1850年描述的亞種，亞種名來自拉丁語，指的是「衣索比亞的」。[20][13]:34
- ：該亞種分佈於加彭、剛果和安哥拉至馬拉威、莫三比克、南非。是由英國動物學家安德魯·史密斯（英语：Andrew Smith (zoologist)）於1836年描述的亞種。[21]史密斯未有解釋其亞種名緣由，但被認為是可能是用以紀念英國鳥類學家約翰·萊瑟姆。[13]:219

這三個亞種主要透過其雄鳥在繁殖季時的羽毛區分，其中亞種的下腹沒有淡棕色的顏色，也沒有前額的黑色帶狀紋。:139而亞種的頭冠灰褐色，前額上有帶狀紋，且下腹主要為白色。:139}
這個物種曾另有兩個被描述的亞種及。但前者經研究發現其標本多處於的一整段連續羽毛顏色漸變的中間，也兩者沒有遺傳隔離的證據，因而被確認為其異名。而後者則被視為是的異名。

## 棲息地與遷徙
紅嘴奎利亞雀主要居住於半乾旱的地區，但也偶爾會在濕地和乾燥地區出沒。通常只要有種子可食和樹木可棲之處，除了赤道雨林帶和非洲之角的半沙漠地區之外，皆有機會可見這些鳥類的蹤影。近期隨著其大片棲息地被轉變為農田，這個物種也隨之更常在耕地上活動。但這個物種較排斥森林環境。:139在垂直海拔方面上，這個物種主要分佈在低地和丘陵的高度：在東非主要分佈於500—1500公尺處，在南非多於海拔1000公尺以下，極少達3000公尺的高度。:139
這個物種整體上是非洲的留鳥，但在其分佈範圍內可行遠距離的遷徙，這通常與雨季有關。:140有些族群可遷徙超過2000公里，但有些則不會超過100公里或甚至不遷徙；不同的族群具有不同方向的飛行偏好，但這些飛行方向不同的族群沒有外觀上的差別。:140

## 習性

### 族群與遷徙
紅嘴奎利亞雀是高度群居的鳥類，有時可以數百萬隻為單位移動，甚至可達8000萬隻的大小。牠們會為了尋找食物而不斷遷徙，隨著雨季的前線移動。即使是在繁殖季中，其群體每天也會飛行50—65公里的距離尋找食物，晚上再回到築巢地區休息。雖然通常大量集群遷徙，但在食物並不足夠的地區其族群會小的多。一些數量較少的種群也會和各種织布鸟或者蘇丹金麻雀一起生活。

### 食性
紅嘴奎利亞雀主要以草及植物種子為食（特別是草籽、穀物種子），但在餵養雛鳥、遷徙前或繁殖前也吃昆蟲。:139這個物種的群體有著特殊的覓食方式，稱之為「輥式覓食」（Roller-feeding）——後面的鳥群會不斷地飛到前面以替代前方鳥群位置覓食，形成如滾筒一般的畫面。:91但在缺乏草籽或有機會時，牠們就會攻擊人類的農作物，並造成經濟損失。一個每公頃超過12,000個巢穴的群體，每月估計可以消耗每公頃1845公斤的種子和每公頃214公斤的昆蟲。:139
雖然這個物種是生存於半乾旱地區的鳥類，但牠們仍需一天補充2—3次的水分；飲水時機通常在日出、一天最熱的時候及返回棲息地時。但常因其過度龐大的族群，會有鳥隻掉入太深的水中，遭淹死、鱷魚捕食，或在上岸後被其他肉食性鳥類捕食都曾發生過。:98

### 繁殖

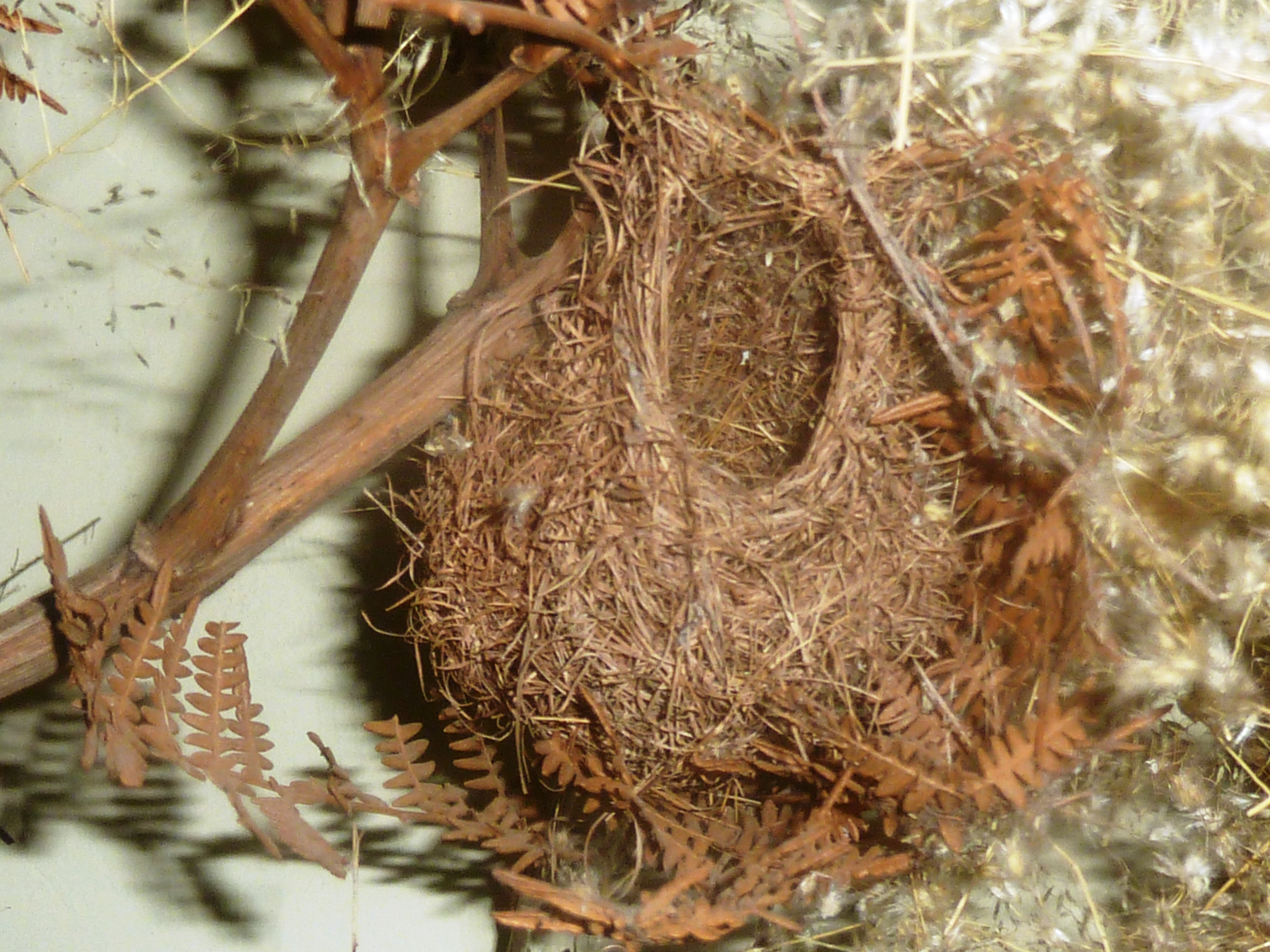
紅嘴奎利亞雀的窩

這個物種的繁殖季視地區不同有所變化，但總體而言橫跨一年四季：其中西非為8月至11月；蘇丹、衣索比亞和索馬利亞為6月至9月；在剛果民主共和國的東部為9月，南部為1月至5月；肯亞和坦尚尼亞則記錄到兩個繁殖期（12月至2月、5月至7月）；安哥拉和尚比亞為2月至4月；納米比亞、波札那、辛巴威、莫三比克和南非為12月至4月。:139紅嘴奎利亞雀採一夫一妻制，但因群居的緣故通常在繁殖上高度同步，也偶爾會有因族群移動而放棄其卵及幼鳥的情形。
就像其他織布鳥科成員，其巢穴為一個薄壁的球狀巢，側面有大入口，由雄鳥建造，需時約2—3天。:139雄鳥會先建築一部分的巢穴後停止建造，並向雌鳥求偶，若雌鳥滿意雄鳥和他的巢，牠們會交配，隨後雄鳥就會完成巢。一次繁殖季最多可以最多可以建築出三個巢穴。:139其群體一次可以有數百萬個巢穴，而單一棵大樹上可達6000個巢。:139
雌鳥每次產1—5枚卵，卵平均大小為長18.3公釐、寬13.2公釐。:139卵會在10—12天後孵化，再11—13天後雛鳥可離巢，再兩周後就足以獨立生活。在此過程中，雙親皆參與照顧雛鳥的任務。幼鳥在約一歲時即性成熟可繁殖下一代。

### 叫聲
這個物種的歌聲有三個部分：分別是前奏的嘰喳聲、「tweedle、toodle、tweedle」以及長而高的哨聲；或者是「chee-chee-chee-chee……seee-seeew-seee……sweeeeee」，常常由複數隻雄鳥一同歌唱。溝通時的叫聲為「chirt chirt」；飛行則會發出「tseep」；攻擊性的叫聲為「chak」。:139

## 數量與保育情況

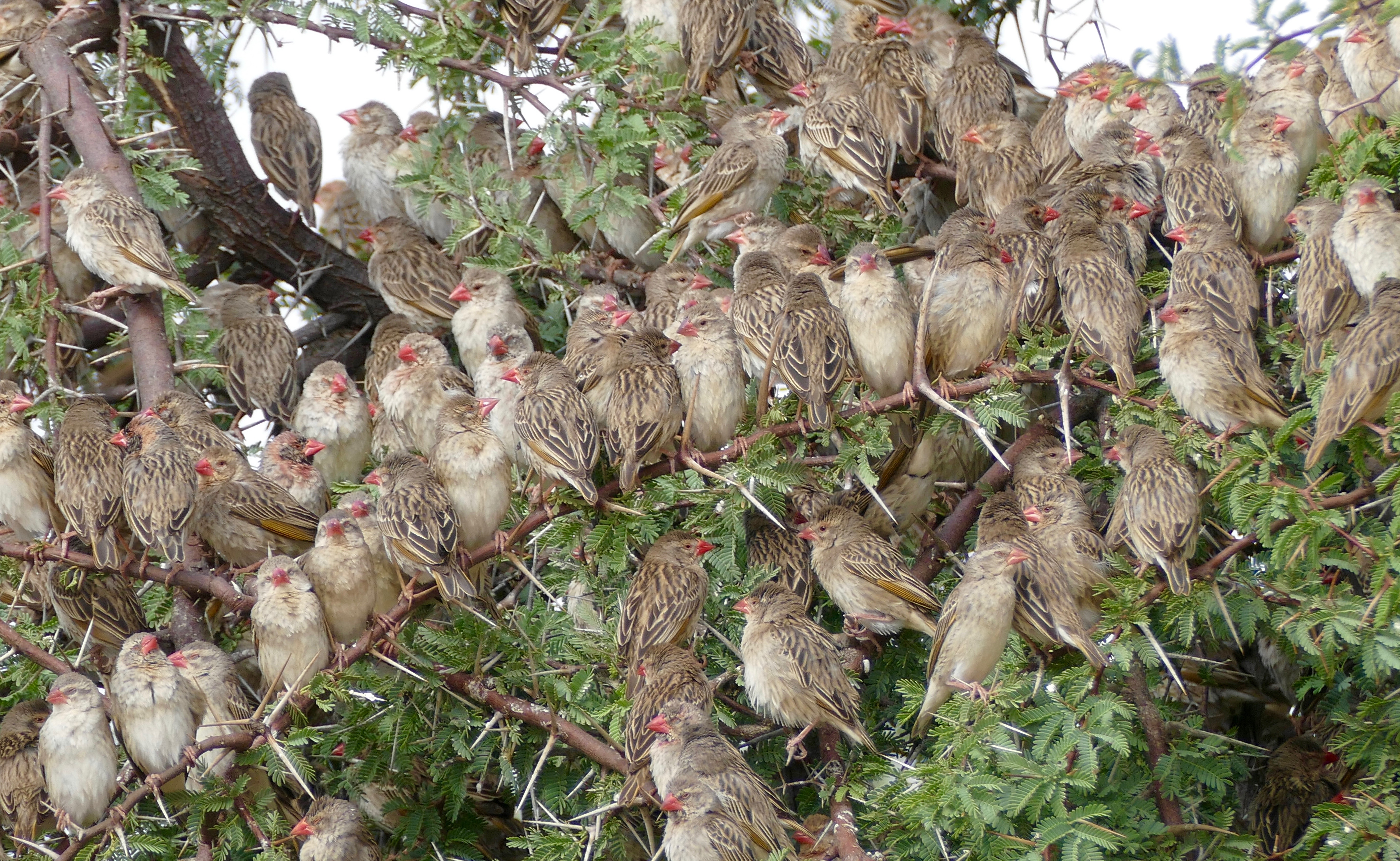
Q. q. lathamii亞種的鳥群

目前紅嘴奎利亞雀的族群數量尚未被量化，但據預測可達15億隻，是世界上數量最多的野生鳥類，僅次於被人類豢養而大量繁殖的家雞。但另一份2021年的模型預測中則認為紅嘴奎利亞雀並非數量最多的物種，而是家麻雀（前者預估9000萬隻、後者則預估有16億隻）。
這個物種因大量群居的緣故，而吸引了大量掠食者，不分成鳥幼鳥皆可能遭捕食：從體型較大的獅子及豹；到體型較小的烏龜、蛇、鳥、猴、松鼠、獴、狐狸、豺狼、鬣狗、貓、獛、麝貓、蜜獾、疣豬皆有掠食的紀錄。:139但整體而言，這些掠食者對整體族群的影響微不足道。:139也有一些會行巢寄生的鳥類會使用其巢穴繁殖，如白眉金鵑。
非洲許多地區的人民會捕捉大量紅嘴奎利亞雀以食用。查德恩賈梅納一地每年可捕捉約500萬到1000萬隻的紅嘴奎利亞雀，但這對其族群數量似乎沒有太大影響。過去也曾使用槍、毒藥（如倍硫磷）及火焰噴射器對付這些鳥類，但其數量仍不為所動；且可能對環境跟其他生物造成問題。2000年的南非每個月最多可捕殺2100萬隻，年捕殺數量可能超過1.8億隻。除了人民自發地捕殺之外，有些國家的政府（如肯亞）也有帶頭捕殺這些雀。無論數量多寡，因其數量眾多且分佈範圍廣大，在缺乏任何明顯威脅下《國際自然保護聯盟瀕危物種紅色名錄》賦予其無危的地位。

## 與人類的關係
在非洲，紅嘴奎利亞雀普遍被視為是一種農業上的有害生物。雖然一隻紅嘴奎利亞雀一天只能吃掉約18公克的食物，但因為其鳥群數量常上達百萬，所以總消耗量相當驚人。其覓食群體能具備足以摧毀大面積農作物的能力，一群200萬隻的紅嘴奎利亞雀一天能吃掉50公噸的糧食。牠們在旱季吃麥子，而雨季到來時又吃稻米，且四處移動，因而被非正式地稱作「蝗蟲鳥」（locust bird）或「帶羽蝗蟲」（feathered locust）。1989年的數據顯示這種鳥可造成每年達2200萬美元的損失；而2021年的數據則說這些鳥可造成達5000萬美元的損失。
但联合国粮食及农业组织於2006年發佈的一份研究認為，農民可能過度擔憂奎利亞雀對其作物的損害，且過度捕捉可能會對族群生存造成過度影響。:87捕捉這些鳥類用以銷售的商業行為仍一定程度上的能做為廉價的蛋白質來源、且提供部分就業機會和改善生活條件。也有些人會飼養這種鳥類作為寵物鳥。

## 外部連結
- 维基共享资源上的相關多媒體資源：紅嘴奎利亞雀
- 維基物種上的相關：紅嘴奎利亞雀
- VIREO上紅嘴奎利亞雀的圖片
- Xeno-canto上有关紅嘴奎利亞雀的錄音